# ティム・セインズベリー
サー・ティモシー・アラン・セインズベリー（Sir Timothy Alan Davan Sainsbury, 1932年6月11日 - ）は、イギリスの政治家、投資家。
彼の属するセインズベリー家は、イギリスの大手スーパーマーケットチェーンのセインズベリー (en:J Sainsbury) のおよそ35%を所有している。
彼は1962年から1983年にかけてボードのメンバーだった。
1973年から1997年までホーヴ (en:Hove) 選挙区から保守党下院議員として選出され、閣外大臣を務めた。
娘のカミラ・セインズベリーはショーン・ウッドワードと結婚している。
彼にはまた、2人の息子、ジェームズ・セインズベリーとアレックス・セインズベリーがいる。